# 雅加达邮报
《雅加達郵報》（英語：The Jakarta Post）是印度尼西亚一份英文日報，總部位於首都雅加達，由PT Niskala Media Tenggara主办。
《雅加達郵報》由印尼前新聞部長阿里·穆爾多波和政治分析員林綿基倡議成立，在1983年4月25日創刊，起初是4家印尼媒體的協作項目，廣告數量不多，需要花數年時間來增加銷量。1991年更換主編後，該報轉而支持民主運動，更敢於評論政治議題。1997年亞洲金融危機後，《雅加达邮报》是印尼僅存的數家英文報社之一。如今，該報每日發行量约为4万份。
《雅加達郵報》是印尼主要的英文日報，也是亞洲新聞聯盟的成員，曾獲得多項新聞獎。該報被譽為海內外記者的訓練場，分為紙本版和網絡版，另闢有副刊《J+》，在星期六出刊。《雅加達郵報》的受眾是外國人和學歷較高的印尼人，來自該國中產階級的訂閱者也有增加的趨勢。

## 歷史

### 成立初期
《雅加達郵報》是新聞部長阿里·穆爾多波和政治分析員林綿基的構思，他們認為外國新聞媒體對印尼的報導偏頗，感到失望，而當時印尼民眾對該國兩份英文日報——《印度尼西亞時報》（Indonesia Times）和《印度尼西亞觀察報》（Indonesian Observer）——的觀感不佳，於是他們決定成立一份新的英文報章，目標是使之成為東南亞一份優質英文報，和新加坡《海峽時報》、泰國《曼谷郵報》、馬來西亞的《新海峽時報》齊肩。他們還決定遊說數家互相競爭的報社（獲專業集團黨支持的《專業之聲》、天主教徒擁有的《羅盤報》、基督新教徒擁有的《希望之光》和《時代》周刊），邀請他們支持新報章的運作，以保證新報章的信譽。
林綿基在1982年底成立，負責報章的發行，之後他花了數個月聯絡各報社的主事者，談判合作條件。《羅盤報》提出包辦新報章的日常商業運作、印刷、發行和廣告招商，換取新公司25%的股份；《時代》提議協助公司管理，換取新公司15%的股份；《希望之光》同樣獲得新公司的股份，該報編輯薩巴姆·夏基安獲聘為新報章首任總編輯；剛上任新聞部長的哈爾莫科也協助新公司獲取出版執照，為新報章的成立出一分力，新公司則向他支付5%的股息，作為報酬。最終阿里和林綿基耗費了5億盾（當時相等於70萬美元）來創辦這份報章。《雅加達郵報》首任總經理由創辦人之一、前安塔拉通訊社記者穆罕默德·胡多里擔任。
1983年3月，林綿基和各報社的負責人在林氏的辦公室舉行會議，決定《希望之光》在新公司的股權、新報章由誰印刷等問題，《雅加達郵報》則於4月25日發行對開8版的創刊號。新報社的編輯部位於《羅盤報》樓高一層的前洗衣間暨倉庫，起初員工必須使用手工排版，並以刻有派卡刻度的直尺畫出直線。在最初的幾個月裏，編輯們會把印尼傳媒從前發表過的報導翻譯為英文，然後重新刊登，外國通訊社也會轉發這些報導。由於他們不想和蘇哈托新秩序政府的審查制度打交道，所以起初《雅加達郵報》不常刊登原創報導。
一方面，該報的發行量從1983年的8,657份增加到1988年的17,480份，翻了一倍。另一方面，在創刊的頭幾年中，《雅加達郵報》廣告經營乏力，甚至出現過沒有廣告的期數；報社本來希望該報能在創刊三年內實現盈利，但1980年代初期的經濟衰退令報社耗盡創業資金，結果報社在1985年接受一筆由股東提供，總值7億盾的免息貸款，復於1988年因廣告收入增加而轉虧為盈，並成為印尼「最具公信力的報章之一」。

### 立場轉變
1991年，夏基安奉派擔任印尼駐澳洲大使，《郵報》主編一職則由《時代》前主編蘇桑托·普佐瑪托諾接任，他在同年8月1日履新。他呼籲記者踴躍參與報社的日常運作，而在他擔任主編期間，《郵報》採納和《時代》一樣的民主派路線，更敢於發表政治評論，另外其所刊登的原創報導變多，所刊登的翻譯報導變少。不久後，報社動用《羅盤報》的退休基金，把原有的編輯部改建為樓高兩層的大樓，同時將版數增至12版。
1994年，《雅加達郵報》和英國路透社和美國Dialog資訊服務簽訂經銷協議，方便《郵報》把報導推廣到海外。及至1990年代中期，報社已成立工作坊，協助新加入的外籍員工學習本地文化。《雅加達郵報》是印尼少數成功度過亞洲金融風暴的英文報章之一——有6家英文日報在這段期間倒閉——並於1998年成為亞洲新聞聯盟的創會會員；截至1998年12月，該報每天的發行量為41,049份。

## 版本與其他刊物

### 週日版

《雅加達郵報》標誌（使用至2016年3月31日）

《雅加達郵報》在1994年9月18日開始發行週日版，週日版深入報導的篇幅較多，也會刊登在平日版不會看到的娛樂報導和小說。該報於2016年因為廣告收入下跌，而以節省成本為由取消週日版，並以週六出刊的《J+》生活文化雜誌取而代之。

### 網絡版
《雅加達郵報》網站刊載了紙本版《雅加達郵報》的報導、獨家免費報導，以及不斷更新的突發新聞報導。《雅加達郵報》於2017年設立收費牆，並在2019冠狀病毒病疫情衝擊新聞業營收之際，於2021年加固收費牆，並開始向會員提供每日的新聞簡報。

### 峇里日報
《雅加達郵報》曾設立《峇里日報》（2012年4月9日創刊，每期四版，已停刊），服務當地4,900名讀者。

## 市場
《雅加達郵報》的受眾是印尼的本地商人、高學歷人士和外國人；截至1991年，該報62%的讀者為外國僑民。普佐瑪托諾擔任主編期間，《郵報》開始吸納更多本地讀者，截至2009年，該報讀者共有4萬人，其中約有一半為印尼中產人士。
1996年，富商彼得·F·貢塔購入《印度尼西亞觀察報》大部分股權，並翻新其版面設計；2001年6月該報停辦時，一名前員工表示《觀察報》試圖與《雅加達郵報》競爭，但由於貢塔和蘇哈托家族在商業上關係密切，而無法從事高質的獨立報導。2008年11月，億萬富翁李白旗下的BeritaSatu媒體控股出資創辦《雅加達環球報》，並以高薪挖角《雅加達郵報》的員工，《郵報》的管理層認為這是一記「當頭棒喝」。起初《雅加達環球報》的紙本版為4萬份，之後該報於2012年5月轉型為小報，並於2015年停辦紙本版。

## 版面編排、報導風格
《雅加達郵報》是一份大報。在創刊初期，《郵報》的欄目包括頭版的內容索引、趣聞簡訊欄目「奇異世界」（This Odd World），以及生活版的8則漫畫，當時《郵報》版面上的圖像、圖片比同期的印尼報章多，社評則比其他印尼報章短。
《雅加達郵報》採用倒金字塔式的寫作手法，把新聞重點寫在前面，這和1980年代許多印尼報章把導言後置的做法不一樣。路透社編輯比爾·塔蘭特（Bill Tarrant）認為這是因為英語和印尼語的寫作風格不一樣——英語人習慣用主動式和直接陳述句撰寫文章，而講求禮貌的印尼人則習慣用被動式和迂迴曲折的說話方式寫作。對此林綿基說過：「說着英語，卻用爪哇語的方法胡扯是不可能的」。

## 評價及獎項
《紐約時報》記者彼得·捷靈（Peter Gelling）指出，《雅加達郵報》設有實習計劃，當地記者則把《雅加達郵報》視為他們的「訓練營」，該報社也開設實習計劃。截至2009年，彭博通訊社有6名記者曾在《雅加達郵報》任職。
2006年，印尼記者協會認定《雅加達郵報》能夠堅守新聞道德及標準，和《羅盤報》、《印尼郵報》看齊。該報在2009年、2014年先後因為發表準確、收入、分析精闢的國際新聞報導，以及協助印尼外交部宣導對外政策而兩度獲頒阿當·馬利克獎（Adam Malik Award），該報三名記者則於2010年憑着文化、法律和政治題材的優秀攝影作品獲印尼煙草公司三寶麟頒發阿迪瓦塔獎（Adiwarta Award）。

## 腳註
1. 1 2 3  Tarrant 2008，第47頁.
2. ↑  Siagian 2003, Grabbed at the creation.
3. ↑  Tarrant 2008，第67頁.
4. ↑  The Jakarta Post, The Jakarta Post.
5. ↑  Tarrant 2008，第54–56頁.
6. ↑  The Jakarta Post 2013, Senior journalist.
7. ↑  Tarrant 2008，第57頁.
8. 1 2 3  Tarrant 2008，第66頁.
9. ↑  Tarrant 2008，第60–61頁.
10. 1 2  Tarrant 2008，第66–67頁.
11. 1 2  Tarrant 2008，第92–93頁.
12. ↑  Tarrant 2008，第70–71頁.
13. 1 2 3  Tarrant 2008，第104頁.
14. ↑  The Jakarta Post 2015, Former editor and.
15. 1 2  Tarrant 2008，第107–109頁.
16. ↑  Tarrant 2008，第120頁.
17. 1 2  Tarrant 2008，第109–111頁.
18. ↑  Tarrant 2008，第121頁.
19. 1 2  The Jakarta Post, Progress and Development.
20. 1 2  Tarrant 2008，第128–129頁.
21. ↑  Tarrant 2008，第171頁.
22. 1 2 3 4  Gelling 2009, Indonesian billionaire takes.
23. ↑  The Jakarta Post 2011, Pakistan's 'Dawn' joins.
24. ↑  The Jakarta Post, Sunday Edition.
25. ↑  The Jakarta Post 2016, Final Sunday edition.
26. ↑  The Jakarta Post, Online Edition.
27. ↑  The Jakarta Post 2017, May we grow.
28. ↑  Steele 2022.
29. ↑  Media Indonesia 2012, Jakarta Post Luncurkan.
30. ↑  Eklöf 2003，第14頁.
31. ↑  Sen & Hill 2006，第60頁.
32. ↑  PMW 2001, Surabaya Post.
33. ↑  Gutierrez 2015, Jakarta Globe prints.
34. ↑  . Thomson Reuters.   [2014-05-10]. （原始内容存档于2014-05-21）.
35. ↑  Gatra 2006, PWI Berikan Penghargaan.
36. ↑  Pakpahan 2009, The Jakarta Post.
37. ↑  The Jakarta Post 2014, 'The Jakarta Post' journalist.
38. ↑  Tempo 2010, Tempo Raih Dua.

## 外部連結
- 官方网站